# Gay Purr-ee
A Gata dos Meus Sonhos (Título original: Gay Purr-ee) é um filme de animação musical, que foi produzido pela United Productions of America, foi dirigido por Abe Levitow, produzido por Henry G. Saperstein e Lee Orgel e escrito por Dorothy Webster Jones e Chuck Jones. Foi lançado nos cinemas em 17 de dezembro de 1962 nos Estados Unidos, foi o primeiro longa-metragem animado da Warner Bros. Apesar de ter recebido criticas positivas, o filme não se saiu bem nas bilheterias.

## Sinopse
A história se passa em Paris, em 1895. Em busca de aventuras e uma vida glamourosa, a gata do campo Mewsette deixa a fazenda da França e vai para Paris, onde conhece um outro gato chamado Meowrice. Com a ajuda de Madame Rubens-Chatte, ele promete transformá-la na Bela de Paris, mas tem segundas intenções. Enquanto isso, Jaune-Tom um gato apaixonado por Mewsette e seu amigo Robespierr, vão até Paris para salva-la.

## Elenco
- Judy Garland: Mewsette
- Robert Goulet: Jaune Tom
- Red Buttons: Robespierr
- Paul Frees: Meowrice
- Hermione Gingold: Mme. Rubens-Chatte
- Mel Blanc: Bulldog
- Julie Bennett
- Joan Gardner
- Thurl Ravenscroft
- Morey Amsterdam: Narrador